# أمارال (لاعب كرة قدم مواليد 1986)
أمارال (بالبرتغالية: Willian José de Souza‏) هو لاعب كرة قدم برازيلي في مركز الوسط، ولد في 7 أكتوبر 1986 في غويانيا في البرازيل. لعب مع نادي بالميراس ونادي غوياس ونادي كوريتيبا.

## وصلات خارجية
- أمارال (لاعب كرة قدم مواليد 1986) على موقع قاعدة بيانات كرة القدم.إي يو (الإنجليزية)
- أمارال (لاعب كرة قدم مواليد 1986) على موقع Soccerway.com (الإنجليزية)
- أمارال (لاعب كرة قدم مواليد 1986) على موقع عالم كرة القدم.نت (الإنجليزية)